# Весца
Весца (словен. Vesca) — поселення в общині Водиці, Осреднєсловенський регіон, Словенія. 
Висота над рівнем моря: 322,3 м.